# منعزل

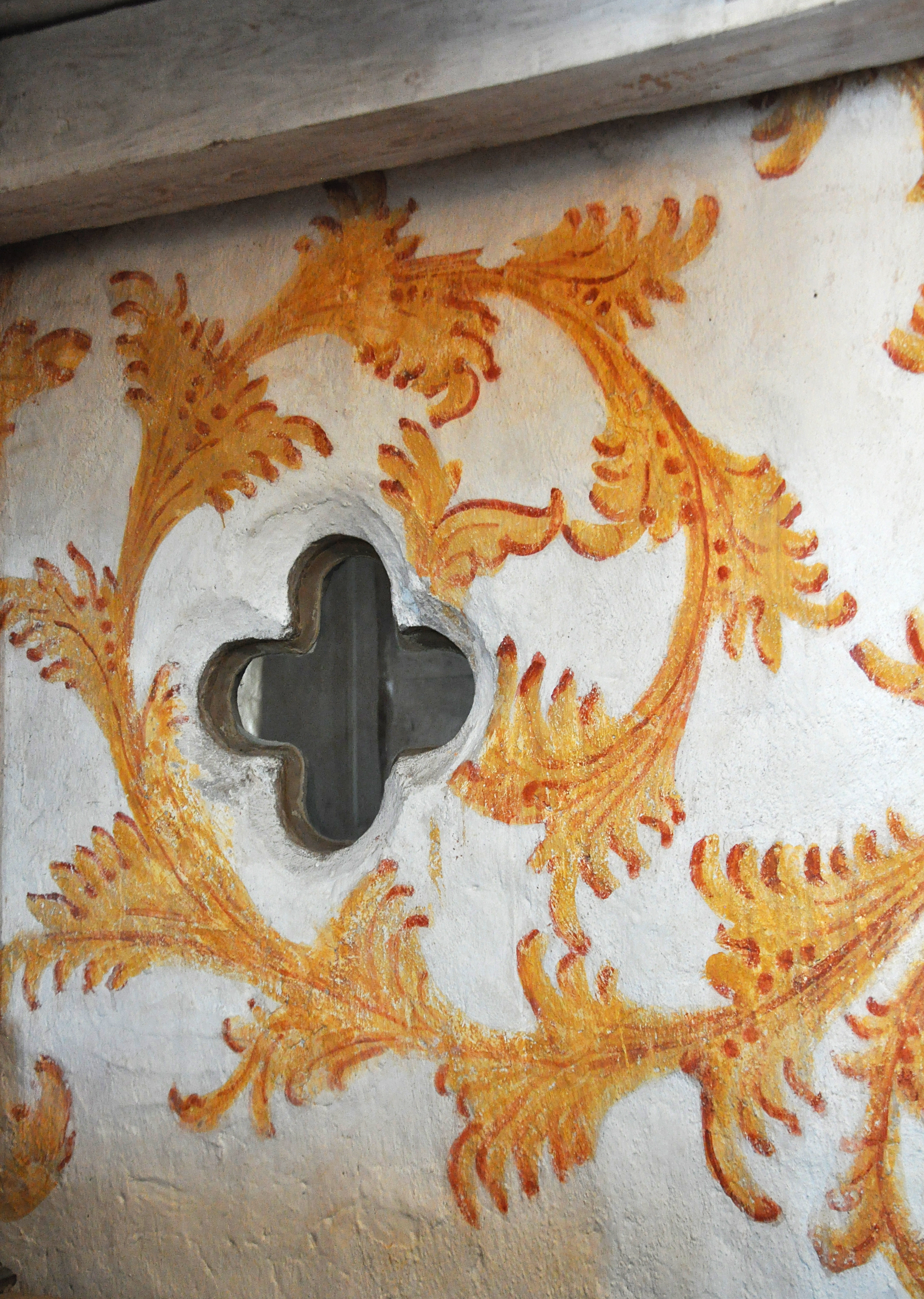
زنزانة شخص منعزل مع منظار للقديسين في كنيسة برو، جوتلاند ، السويد

شخص منعزل أو متوحد، تستخدم للإشارة إلى شخص يبتعد عن الناس ويعيش في عزلة بعيدًا عن المجتمع.
من الأمثلة على المنعزلين سمعان الترير، الذي عاش داخل بوابة بورتا نيجرا الرومانية العظيمة بعد أن سمح له بذلك رئيس أساقفة ترير، وثيوفان الناسك، الراهب الأرثوذكسي من القرن التاسع عشر والذي تم تبجيله لاحقًا كقديس. العديد من الشخصيات البارزة عبر التاريخ قضت أجزاءً كبيرة من حياتها في العزلة.
في تقاليد الكنيسة الأرثوذكسية والكاثوليكية الروسية، فإن البوستينيك هو ناسك مؤقت تم استدعاؤه للصلاة والصيام بمفرده في كوخ لمدة 24 ساعة على الأقل. في الثقافة الصينية القديمة، عندما تكون الحكومة مستشرية في الفساد يشجع العلماء بأن يصبحوا موظفين حكومة مجتهدين وأن يلجأوا إلى العزلة yinshi (隐士، "رجل نبيل مختبئ"). مثل دونغفانغ شو، من ناسك يمارس الطاوية، أو كما سمية بوذية تشان.